# ザ・テクノ・ローズ・オブ・ブライティ
| 専門評論家によるレビュー | 専門評論家によるレビュー |
| レビュー・スコア         | レビュー・スコア         |
| 出典                     | 評価                     |
| ------------------------ | ------------------------ |
| AllMusic                 | [ 1 ]                    |

『ザ・テクノ・ローズ・オブ・ブライティ』(The Techno Rose of Blighty) は、イギリスのエレクトロニカ・グループであるフルークが1991年に発表した1作目のアルバム。
タイトルに「テクノ」と銘打ってはいるが、特にテクノをベースにしているわけではない。「ブライティ」とはイギリスを指す俗称である。

## 収録曲
1. 「フィリー」(Philly) – 7:06
2. 「グロリアス」(Glorious) – 5:53
3. 「クール・ハンド・フルート」(Cool Hand Flute) – 3:54
4. 「ジョニ」(Joni) – 5:15
5. 「イージー・ピージー」(Easy Peasy) – 4:09
6. 「フィン」(Phin) – 6:30

1993年LP盤ボーナス・トラック
1. 「ジグ」(Jig) - 5:03
2. 「タクシー」(Taxi) - 4:10
3. 「クーレスト」(Coolest) - 2:50

本アルバムの全9曲と、アルバム『シックス・ホイールズ・オン・マイ・ワゴン』を収録した2枚組作品がリリースされている。